# 米科耶爾·科羅揚
米科耶爾·科羅揚（1983年6月21日—），亞美尼亞游泳運動員，曾代表國家參加2012年倫敦奧運的100公尺自由式比賽，並未獲得獎牌。